# Cruce evitado

Un cruce evitado entre dos niveles de energía en un sistema magnético sometido a un campo magnético externo. Las etiquetas y señalan al estado fundamental frente al primer estado excitado, mientras que y denotan el carácter de estos estados.

En mecánica cuántica se llama cruce evitado al cambio de carácter entre dos niveles de energía adyacentes que se produce de forma continua, sin que los dos niveles estén degenerados. Los valores propios de una matriz hermítica que depende de N parámetros reales continuos no pueden cruzarse excepto en una variedad de N-2 dimensiones. En el caso de algunos sistemas con pocos grados de libertad, esto implica que no es posible un cruce en el que los dos niveles tengan la misma energía, y el cambio de carácter entre dos estados se produce a través de un cruce evitado.
Esto tiene especial relevancia en química cuántica. En la aproximación de Born-Oppenheimer, el hamiltoniano molecular se diagonaliza para una geometría molecular dada, esto es, un conjunto de coordenadas nucleares. En las geometrías en las que las superficies de energía están sufriendo un cruce evitado la aproximación de Born-Oppenheimer falla. Cuando no se produce un cruce evitado, se encuentra una intersección cónica.
La fórmula de Landau-Zener permite calcular, para unas condiciones concretas, la probabilidad de que en un cruce evitado el sistema pase de forma continua del estado fundamental al estado excitado, manteniendo su carácter, frente a la probabilidad de que cambie gradualmente su carácter y se mantenga en el estado fundamental.